# صالح القرمادي
صالح القرمادي (1933-1982) شاعر وأديب تونسي.

## سيرته
إن صالح القرمادي بحكم اِختصاصه في الدراسات اللغوية وعلم اللّسانيات في كلية الآداب بتونس وعلى مدى عشرين سنة قد أثر تأثيرا مباشرا في أفواج طلبته سواء منهم أولئك الأدباء و الشعراء أو أولئك النقاد والأكاديميين و لقد أثرت كذلك آراؤه الجريئة في الحركة الأدبية والثفافية بتونس حيث ساهم في إصدار وتحرير مجلة التجديد في أوائل الستينات مع الأستاذين توفيق بكار و المنجي الشملي وغيرهما فكانت منبرا لمفاهيم وأطروحات جديدة ساعدت على بروز كتابات نقدية و إبداعية مثلت منعرجا آخر للأدب التونسي بعد الرتابة التي خيمت على مرحلة ما بعد فترة جيل الشابي الثرية.
أُطلِق اسمه على قاعة محاضرات في كلية العلوم الإنسانية
والاجتماعية بتونس.

## دواوينه
- اللّحمة الحيّة
- تهشيم البرج العاجي

## ترجماته
- ديوان «سأهبك غزالة» تأليف مالك حداد، تعريب: صالح القرمادي